# Martinsburg, Iowa
Martinsburg är en ort i Keokuk County i Iowa. Vid 2010 års folkräkning hade Martinsburg 112 invånare.